# Lijst van voetbalinterlands Finland - Nederland (vrouwen)
Deze lijst van voetbalinterlands is een overzicht van alle voetbalwedstrijden tussen de nationale vrouwenteams van Finland en Nederland. Finland en Nederland hebben zestien keer tegen elkaar gespeeld. De eerste wedstrijd was op 20 maart 1995 in Portimão. 

## Wedstrijden
| №  | Plaats     | Datum            | Competitie           | Wedstrijd           | Uitslag |
| -- | ---------- | ---------------- | -------------------- | ------------------- | ------- |
| 1  | Portimão   | 20 maart 1995    | Vriendschappelijk    | Finland − Nederland | 1 − 1   |
| 2  | Faro       | 16 maart 1997    | Vriendschappelijk    | Finland − Nederland | 0 − 1   |
| 3  | Wormerveer | 13 augustus 2001 | Vriendschappelijk    | Nederland − Finland | 2 − 1   |
| 4  | Avenhorn   | 15 augustus 2001 | Vriendschappelijk    | Nederland − Finland | 2 − 0   |
| 5  | Las Palmas | 18 februari 2005 | Vriendschappelijk    | Finland − Nederland | 1 − 0   |
| 6  | Oulu       | 20 augustus 2005 | Vriendschappelijk    | Finland − Nederland | 4 − 0   |
| 7  | Maspalomas | 5 februari 2006  | Vriendschappelijk    | Finland − Nederland | 0 − 1   |
| 8  | Maspalomas | 8 februari 2006  | Vriendschappelijk    | Finland − Nederland | 0 − 0   |
| 9  | Helsinki   | 27 augustus 2009 | EK 2009              | Finland − Nederland | 2 − 1   |
| 10 | Larnaca    | 6 maart 2013     | Vriendschappelijk    | Nederland − Finland | 1 − 1   |
| 11 | Nicosia    | 6 maart 2015     | Vriendschappelijk    | Finland − Nederland | 0 − 0   |
| 12 | Le Havre   | 19 februari 2022 | Vriendschappelijk    | Finland − Nederland | 0 − 3   |
| 13 | Enschede   | 2 juli 2022      | Vriendschappelijk    | Nederland − Finland | 2 − 0   |
| 14 | Rotterdam  | 31 mei 2024      | EK 2025 kwalificatie | Nederland − Finland | 1 − 0   |
| 15 | Tampere    | 4 juni 2024      | EK 2025 kwalificatie | Finland − Nederland | 1 − 1   |
| 16 | Leeuwarden | 26 juni 2025     | Vriendschappelijk    | Nederland − Finland | 2 − 1   |

## Samenvatting
| Competitie        | Totaal gespeeld | Winst Finland | Gelijk | Winst Nederland | Doelsaldo Finland – Nederland |
| ----------------- | --------------- | ------------- | ------ | --------------- | ----------------------------- |
| EK-eindronde      | 1               | 1             | 0      | 0               | 2 − 1                         |
| EK-kwalificatie   | 2               | 0             | 1      | 1               | 1 − 2                         |
| Vriendschappelijk | 13              | 2             | 4      | 7               | 9 − 16                        |
| Totaal            | 16              | 3             | 5      | 8               | 12 − 19                       |